# Lusadzor (Tavush)
Pour les articles homonymes, voir Lusadzor.
Lusadzor (en arménien Լուսաձոր ; jusqu'en 1935 Kharavadzor) est une communauté rurale du marz de Tavush, en Arménie. Elle compte 697 habitants en 2008.